# Ana Paula Sacramento Neto
Ana Paula Sacramento Neto (* 26. Juni 1962 in der Provinz Cuanza Norte) ist eine angolanische Politikerin der Volksbewegung zur Befreiung Angolas MPLA (Movimento Popular de Libertação de Angola), die unter anderem seit 2017 Ministerin für Jugend und Sport ist.

## Leben
Ana Paula Sacramento Neto schloss 1984 den voruniversitären Unterricht in biologischen Wissenschaften am Centro Pré-Universitário (PUNIV) in Luanda ab. Sie trat 1997 ins Ministerium für Familie und Frauenförderung ein und war zunächst bis 1999 Nationale Direktorin für Förderung und Koordination sowie im Anschluss zwischen 1999 und 2007 Leiterin des Internationalen Austauschbüros. Zwischenzeitlich schloss sie 2002 ihr Studium im Fach Physikalische Chemie an der Fakultät für Naturwissenschaften der Universidade Agostinho Neto (UAN) ab. Sie war zwischen 2007 und 2012 Vize-Ministerin für Familie und Frauenförderung sowie zugleich von 2008 bis 2013 Vizepräsidentin des Nationalrates für Kinder (Conselho Nacional da Criança). Nachdem sie zwischen 2012 und 2016 Staatssekretärin für Familie und Frauenförderung (Secretária de Estado da Família e Promoção da Mulher) war, fungierte sie von 2016 und 2017 als Staatssekretärin für Sport (Secretária de Estado dos Desportos).
Ana Paula Sacramento Neto, die Mitglied des Politbüros der Volksbewegung zur Befreiung Angolas MPLA (Movimento Popular de Libertação de Angola) ist, wurde nach den Wahlen zur Nationalversammlung am 23. bis 26. August 2017 vom neuen Staatspräsidenten João Lourenço als Ministerin für Jugend und Sport (Ministra da Juventude e Desportos) in dessen Kabinett berufen. Sie engagiert sich ferner als Vizepräsidentin des Angolanischen Handballverbandes (Federação Angolana de Andebol) sowie als Mitglied des angolanischen Nationalen Olympischen Komitees COA (Comité Olímpico Angolano). Auf dem VIII. Kongress wählte das ZK der MPLA ein aus 101 Personen bestehendes Politbüro, dem sie ebenfalls wieder angehört.